# Deutsche Comicforschung

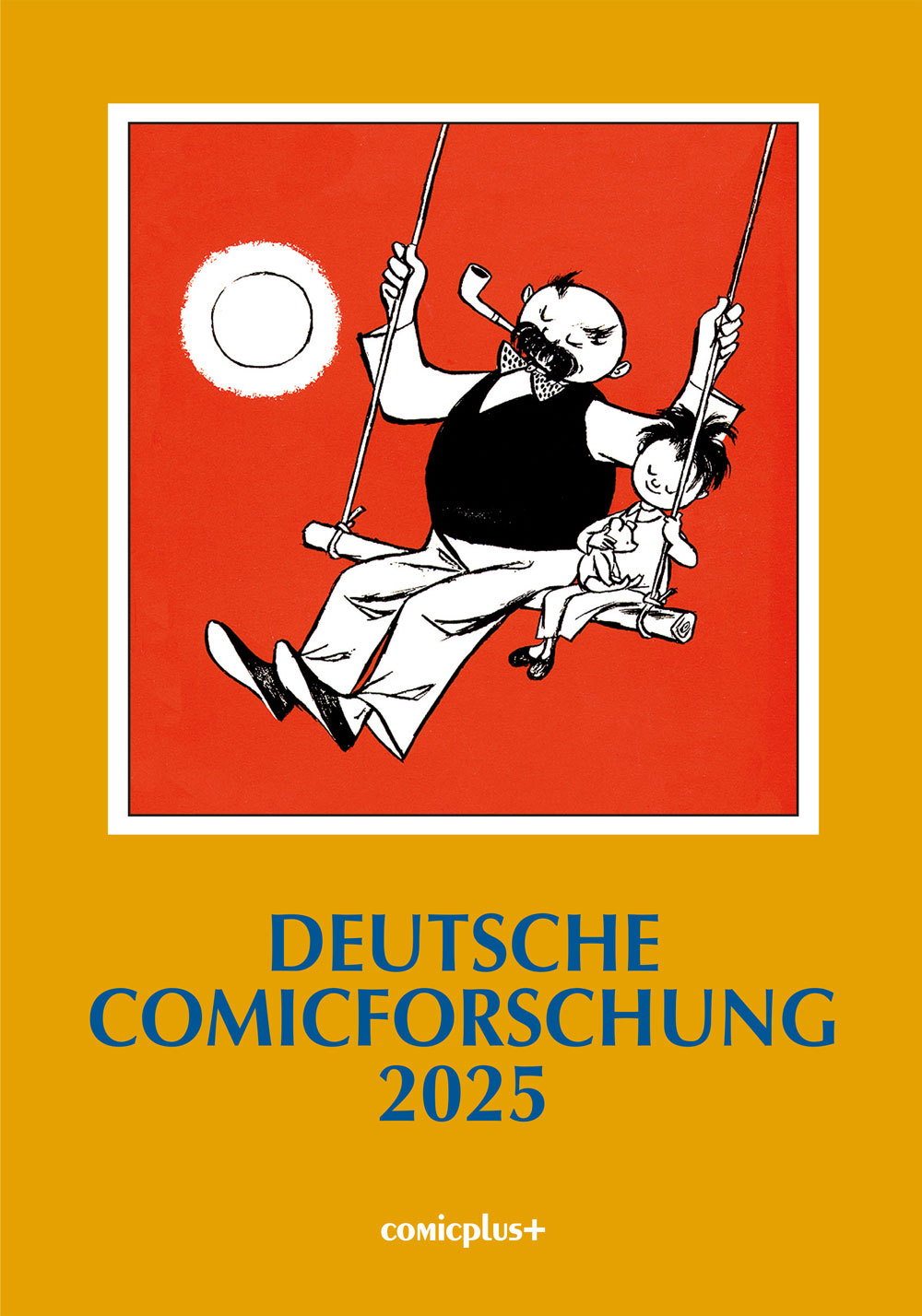
Cover Deutsche Comicforschung 2025

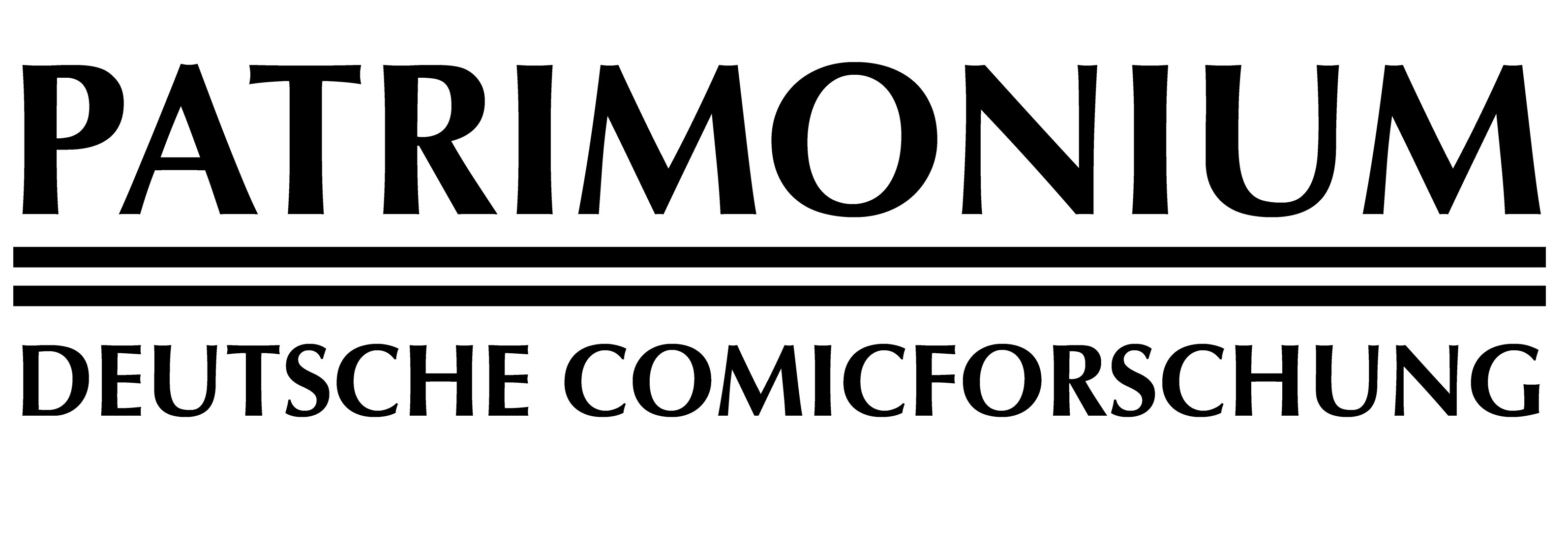
Patrimonium Deutsche Comicforschung

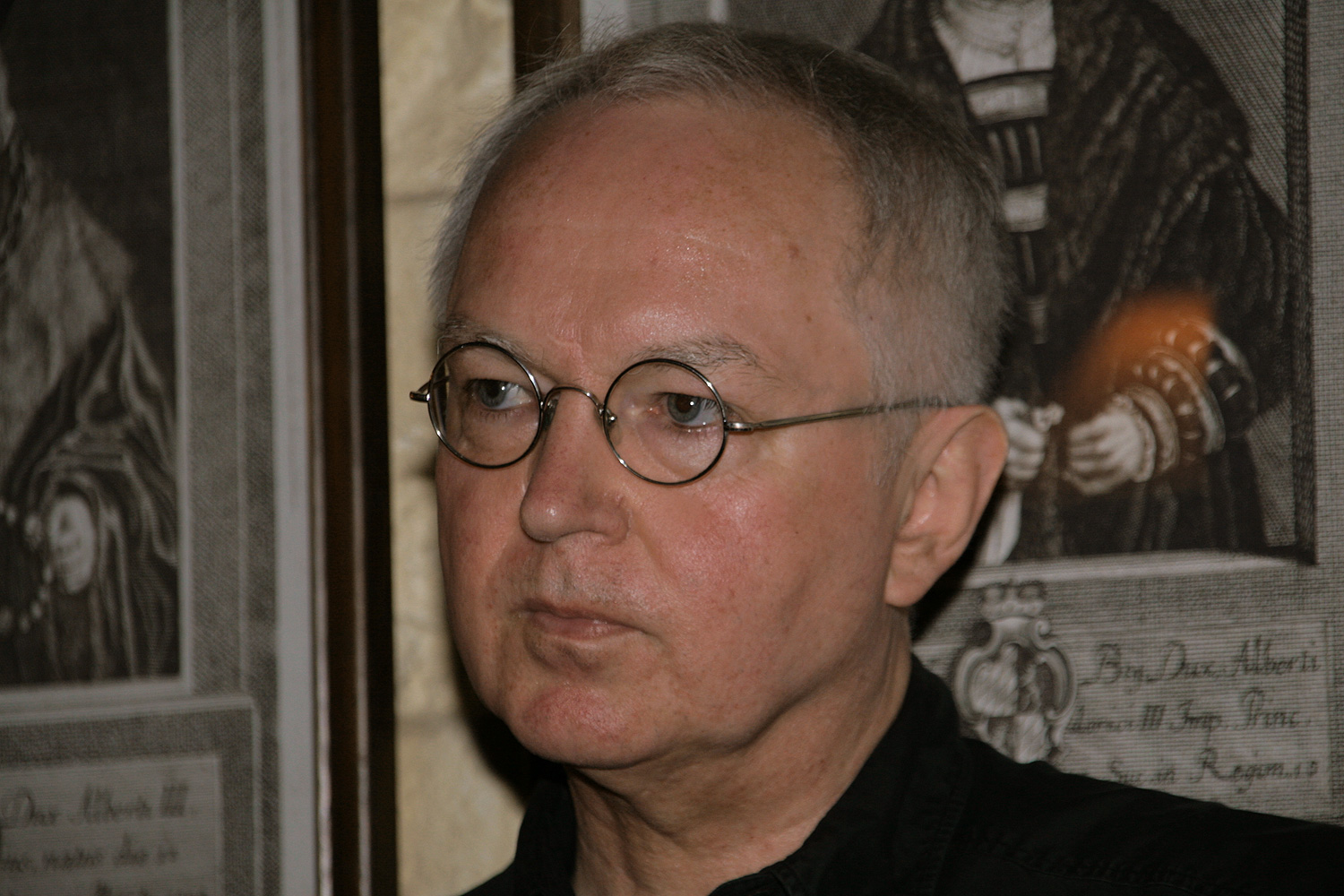
Der Herausgeber Eckart Sackmann 2009

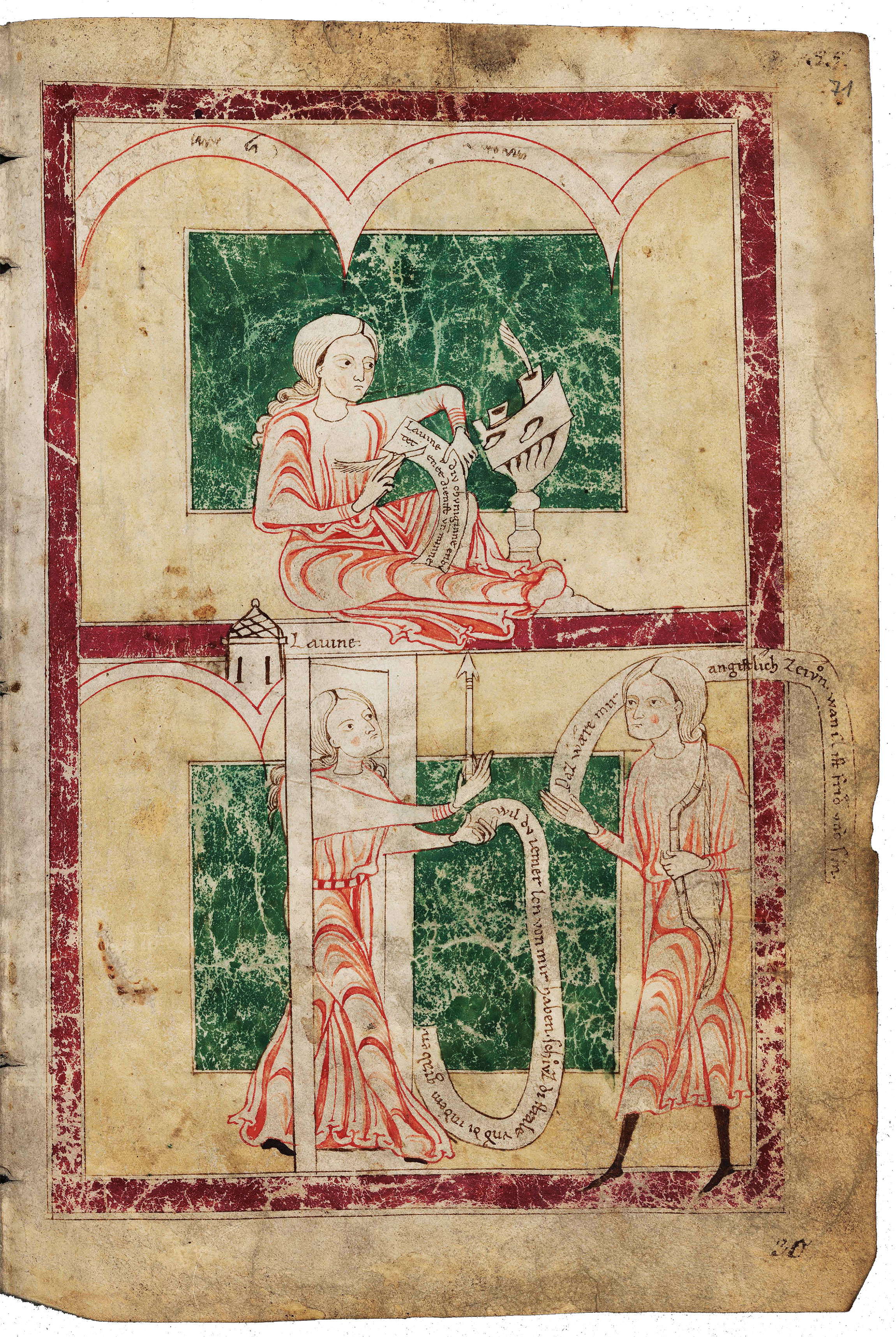
Berliner Eneide (71r, 13. Jh.)

Die seit Ende 2004 im Jahresturnus erscheinende wissenschaftliche Buchreihe Deutsche Comicforschung gilt mittlerweile als Standardwerk. Mit einem besonderen Ansatz will der Herausgeber Eckart Sackmann die ganze Bandbreite deutschsprachiger Comicliteratur aufzeigen – vom Mittelalter bis in die heutige Zeit.

## Ausgangslage
Die Geschichte der genuin deutschsprachigen Comics war Ende des 20. Jahrhunderts nur ansatzweise erforscht, vorwiegend in Bereichen, in denen nostalgische Verklärung das Interesse bestimmt hatte. Wegbereiter waren die Sammler (Fachzeitschrift Die Sprechblase ab 1978; Peter Skodzik: Deutsche Comic-Bibliographie 1978). In Sachen Comics war Deutschland eine importierende Nation. Die Vorstellung einer Comic-Geschichtsschreibung litt unter falschen und immer wieder reproduzierten Setzungen: Wilhelm Busch als Stammvater der deutschen Comics, die Sprechblase als obligates Element, der Charakter als „Massenzeichenware“. In die Irre führte auch das Datum „100 Jahre“ Comics, mit dem 1995 das erste Auftreten des Yellow Kid als „Geburt der Comics“ gefeiert wurde.
Das runde Datum fand in den Medien zunächst weit mehr Beachtung als der kontroverse Ansatz des Amerikaners Scott McCloud, der 1993 in seinem Buch Understanding Comics die Grundlagen der Form untersucht hatte und zu der Erkenntnis gekommen war, eine Erzählung in sequentiellen Bildfolgen habe es auch schon vor Jahrtausenden gegeben. So weit wollten die wenigsten zurückblicken: Die Franzosen einigten sich auf die Bildromane von Rodolphe Töpffer, die Engländer auf „Ally Sloper“ als den Anfang der Comics. In der Vorstellung der Deutschen blieb es bei Wilhelm Busch.
Sackmann ist seit 2000 Mitglied der internationalen Forschungsgruppe PlatinumAgeComics. In der Gruppe dominiert die Vorstellung von der Evolution der Ausdrucksform Comic – anstelle der Setzung eines „Geburtstags“. In diesem Umfeld kam Sackmann die Idee, die deutsche Comicgeschichte nach den neuen Vorstellungen aufzuarbeiten. Er wählte die Form einer Sammlung von nach wissenschaftlichen Kriterien erstellten Aufsätzen, verlegt in einer Reihe von jährlich erscheinenden Büchern. Sie kommen jeweils zum Ende des Jahres heraus und verweisen im Titel auf das kommende Jahr.

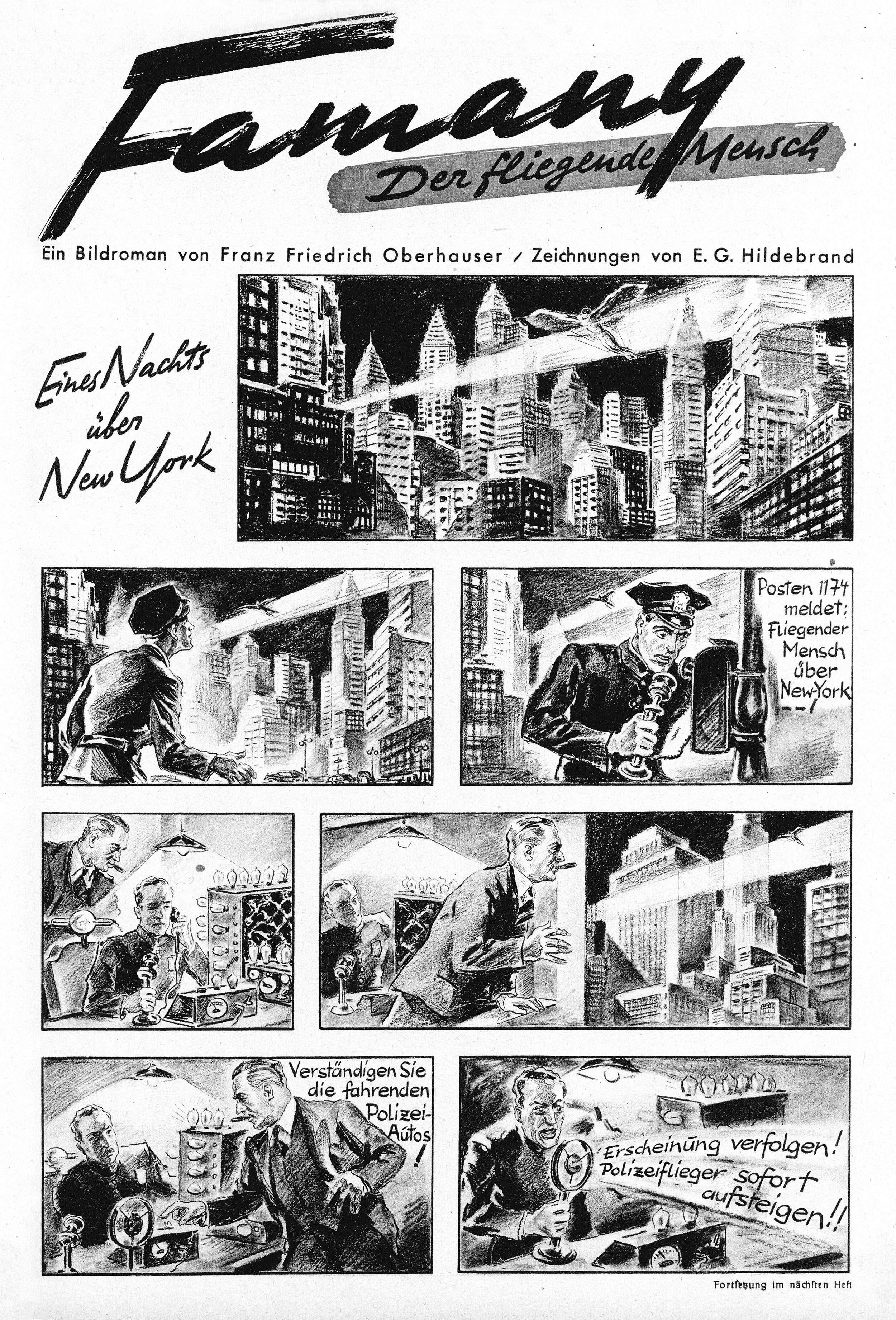
Famany, der fliegende Mensch. Deutscher Superheldencomic von 1937.

## Ausrichtung
Der Herausgeber sieht den Comic als Bildliteratur zum kulturellen Erbe gehörig und hat den Begriff Deutsche Comicforschung im Logo der Reihe mit dem des Patrimonium verbunden. Die wissenschaftliche Buchreihe Deutsche Comicforschung soll die ganze Bandbreite an deutschsprachigen Comics sowie die Umstände ihrer Publikation erfassen. Dabei folgt Sackmann dem erweiterten Comicbegriff, wie er von Scott McCloud vertreten wird. Demnach hat der Comic wie alle kulturellen Ausdrucksformen eine sich über viele Jahrhunderte erstreckende Geschichte.
Was der Herausgeber unter einem Comic versteht, hat er in einer eigenen Definition offengelegt, nämlich „eine Erzählung in wenigstens zwei stehenden Bildern“. Diese Definition sei nicht unabänderlich, sondern zeitgebunden. Obwohl das Bild dem Text übergeordnet ist, ist der Comic primär als Form der Literatur zu begreifen, denn anders als in der Bildenden Kunst ist die grafische Seite des Comic nie Selbstzweck, sondern immer zuerst Träger von Handlung.
Dieser Ansatz führte Deutsche Comicforschung zur Aufnahme der Berliner Eneide, einer Bild-Erzählung des frühen 13. Jahrhunderts, in der die Dialoge über Spruchbänder transportiert werden (Bd. 2013), und auch zu Hans Memlings „Turiner Passion“ (1497; Bd. 2007), einem Simultanbild, in dem die Geschichte nicht in Panels, sondern in über das Bild verteilten Szenen erzählt wird. Des Weiteren räumten die Autoren von Deutsche Comicforschung mit der Legende auf, Sprechblasencomics habe es hierzulande erst nach 1945 gegeben.

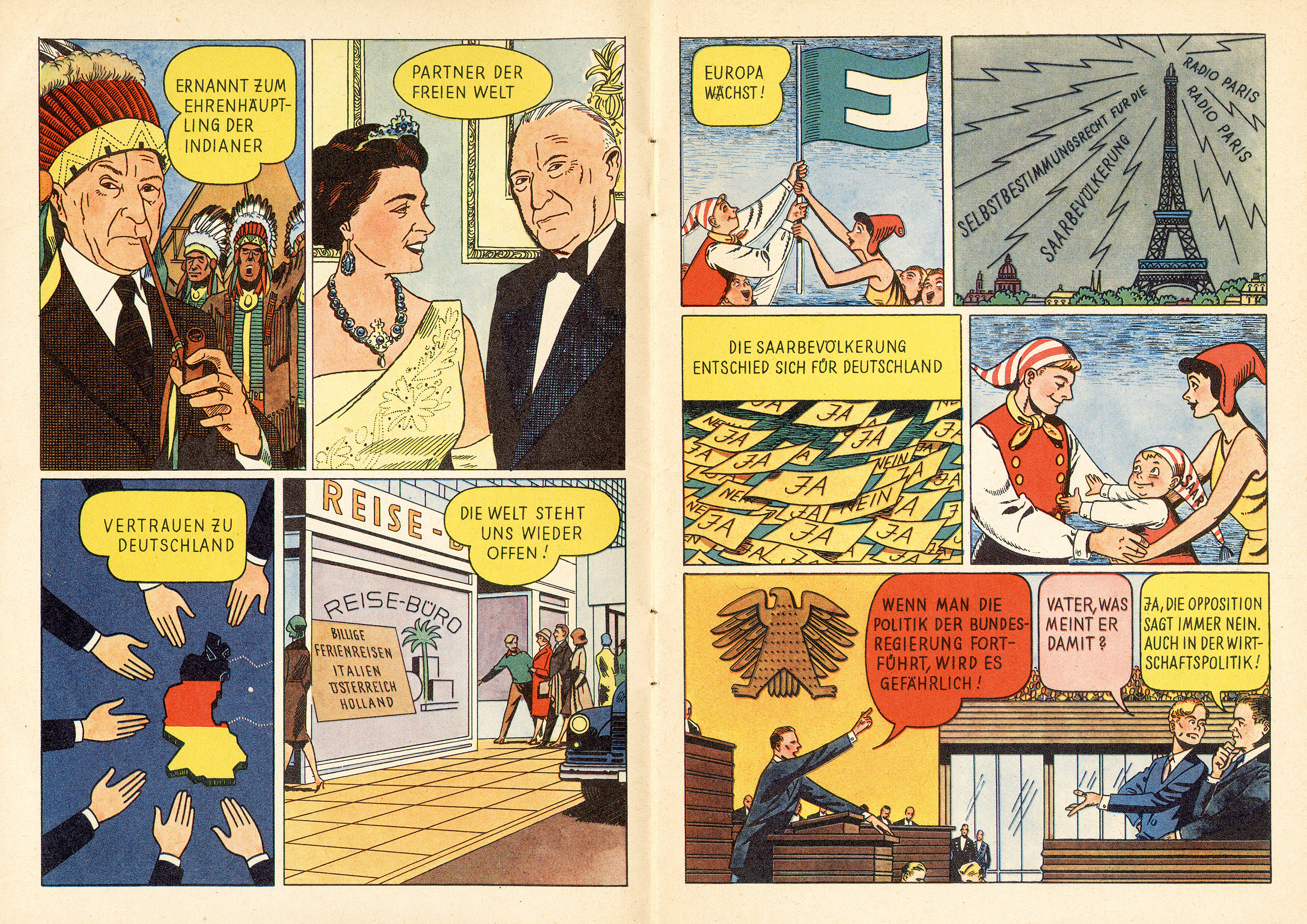
CDU-Wahlwerbung 1961.

## Arbeitsweise
Deutsche Comicforschung will Interessen bündeln und den Dialog anregen. Um den deutschen Zweig einer internationalen Kulturform auf einem Niveau zu diskutieren, auf dem der Comic in Augenhöhe mit anderen, bereits etablierten kulturellen Ausdrucksformen wahrgenommen wird, gibt der Herausgeber seinen Mitarbeitern strenge Richtlinien vor. Deren wichtigste ist die, Comic-Geschichte nicht nach den Aussagen früherer Sekundärliteratur zu beschreiben, sondern allein nach eigener Anschauung und Bewertung. Grundsätzlich neu war auch der Gedanke von der Veränderbarkeit von Bewertungen. Jeder, der sich zu einer Kultur äußert, tut das unter der Prämisse seiner eigenen Vorbildung sowie unter dem Einfluss der Zeit, in der er schreibt.
Deutsche Comicforschung versteht sich als „work in progress“, als dauerhaft unfertige Arbeit, die der ständigen Ergänzung bedarf. Jeder einzelne Band enthält Beiträge von sehr frühen bis hin zu modernen Erscheinungen der Comicliteratur. Auch wenn das nicht offensichtlich ist, so füllt jeder Band die Lücken des vorhergehenden. Bei einem Umfang von 144 Seiten sind längere Texte ausgeschlossen. Es ist dem Herausgeber wichtig, die Vielfalt der Form zu zeigen und Anstöße zu geben.
Um in jeder Ausgabe einen breiten Bogen durch die Geschichte zu spannen, strukturiert Sackmann jeden Band entsprechend vor. Diese herausgeberische Vorleistung soll einer Beliebigkeit der Beiträge vorbeugen, wie man sie von vielen anderen Anthologien kennt. Um über lange Jahre ein Konzept zu verfolgen, ist ein Masterplan nötig. Der Herausgeber ist bemüht, die Kommunikation zwischen seinen Zuträgern zu fördern, so dass jeder von der Arbeit des anderen profitieren kann. Häufig ist auch ein Zusammenwirken mehrerer Autoren an einem Artikel.
Zum besonderen Prinzip der Reihe Deutsche Comicforschung gehört es, den Bildanteil angemessen hoch zu halten. Damit unterscheidet sich dieser Ansatz vom traditionellen, in dem der Text mit seinen Beschreibungsversuchen höher bewertet wird als die Abbildung des Beschriebenen. Referiert man über Comics, sollte das Bildzitat selbstverständlich sein; sonst fehlen wichtige Informationen. In Deutsche Comicforschung ergänzen schließlich die Bildlegenden den Haupttext, und das nicht selten in einem Maße, dass die Aussage sich erst aus der Summe von Text, Anmerkungen, Bildern und Bildlegenden ergibt.

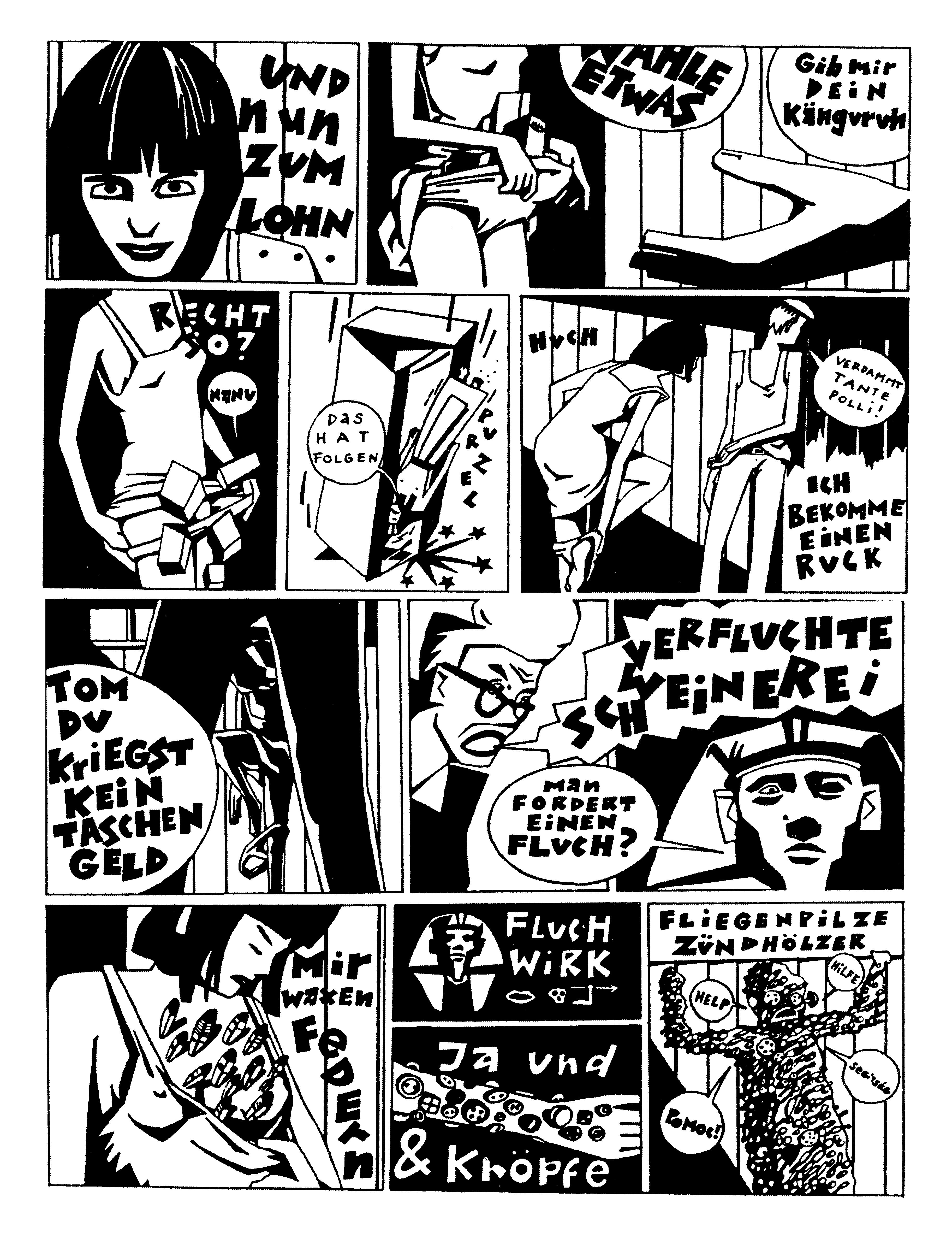
Holger Fickelscherer: Tom Sawyer (DDR-Comic, 1989)

## Literatur

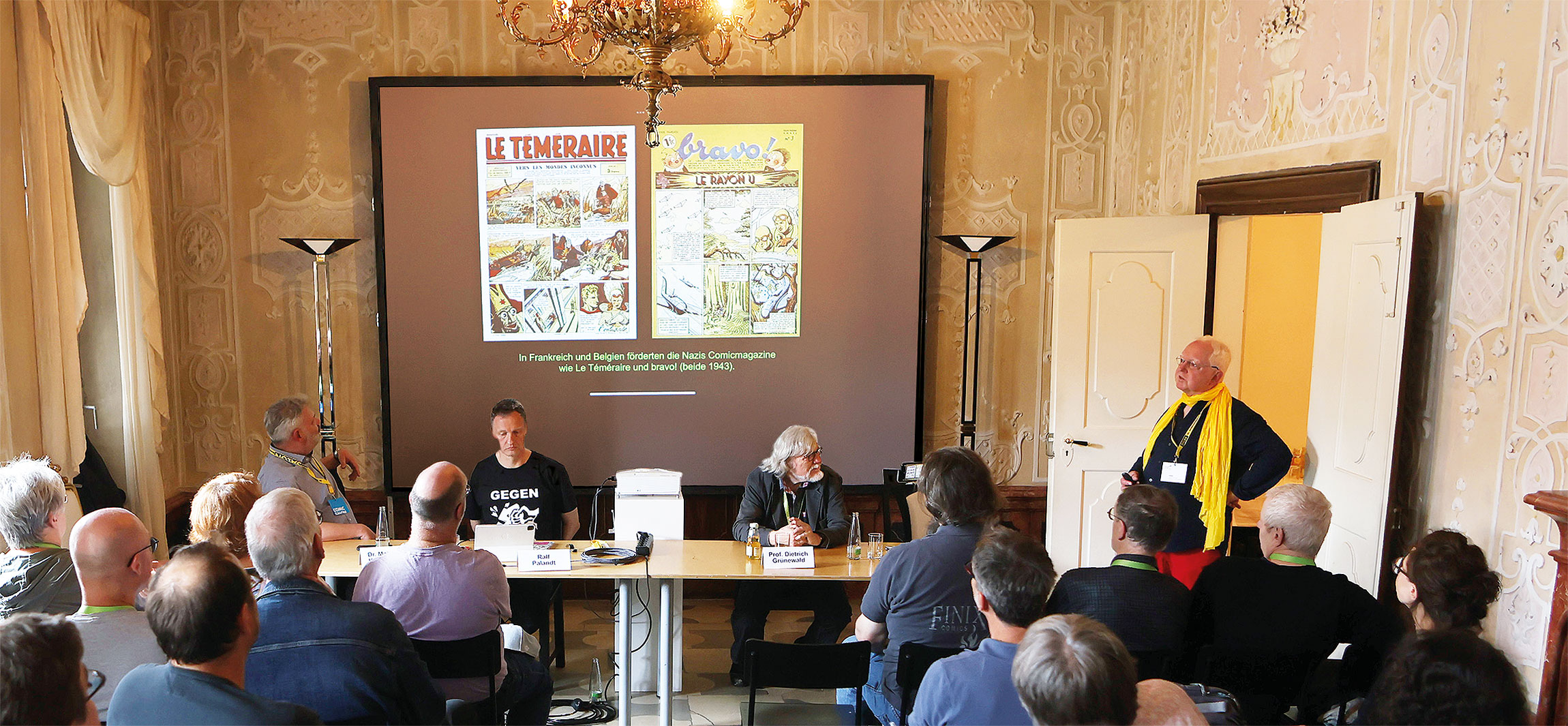
Podium 20 Jahre Deutsche Comicforschung (2024): vlnr Matthias Kretschmer, Ralf Palandt, Dietrich Grünewald, Eckart Sackmann